# Jean-Claude Olry
Jean-Claude Olry, född den 28 december 1949 i Boves, Frankrike, är en fransk kanotist.
Han tog OS-brons i C-2 i slalom i samband med de olympiska kanottävlingarna 1972 i München.